# Less than Zero (singolo)
Less than Zero è un brano musicale del cantautore britannico Elvis Costello, pubblicato come suo singolo di debutto nel 1977 su etichetta Stiff Records. Fu incluso nell'album My Aim Is True come ottava traccia. Composta in riferimento al politico fascista britannico Oswald Mosley, la canzone possiede quella che AllMusic descrisse come una "melodia lenta, sinuosa [e] sinistra".

## Origine
Il brano esprime il rancore di Costello dopo aver visto l'ex leader dell'Unione Britannica dei Fascisti Oswald Mosley intervistato in televisione, mentre cercava di negare il proprio passato razzista. Nelle note interne della ristampa Rhino dell'album, Costello scrisse:
Nel corso della sua prima visita negli Stati Uniti, Costello scoprì che il pubblico americano non capiva la canzone, come scrisse nella sua autobiografia del 2015, Unfaithful Music and Disappearing Ink: "Non so se qualcuno a Cleveland avesse mai sentito parlare di Oswald Mosley o se gliene importasse qualcosa quando abbiamo suonato Less Than Zero quella sera. Era solo un po' di musica rock and roll con un titolo che suonava alla moda". Successivamente, egli riscrisse sostanzialmente il testo per fare riferimento a Lee Harvey Oswald. Questa modifica era dovuta al comune malinteso tra i fan americani che quello fosse il "Mr. Oswald" a cui si faceva riferimento nel testo originale. Questa versione è solitamente chiamata "Dallas version" ed è disponibile come traccia bonus nella ristampa di My Aim is True, e una versione dal vivo può essere trovata in Live at the El Mocambo.

## Testo e musica
Less than Zero si adatta a molti altri brani dei primi album di Costello che trattano temi come il fascismo e il totalitarismo, come anche Night Rally in This Year's Model e Goon Squad in Armed Forces. In questo caso, l'avvento e la fascinazione delle masse per un movimento razzista e totalitario è visto in termini di sesso adolescenziale clandestino: «Turn up the TV... even your mother won't detect it/So your father won't know» ("Alza la TV... nemmeno tua madre se ne accorgerà/Così tuo padre non lo saprà mai").
Il critico di Allmusic Mark Deming descrisse la melodia del brano "lenta, sinuosa [e] sinistra". Deming suggerì inoltre che la melodia mostra delle influenze reggae, anche se il ritmo non incorpora le sincopi del reggae. In conclusione Deming definì la canzone "controversa, audace e altamente efficace" e "un debutto davvero notevole."

## Pubblicazione
In aggiunta alla sua inclusione nell'album My Aim Is True, Less than Zero fu pubblicata come singolo d'esordio di Costello. Il lato B del 45 giri è Radio Sweetheart, brano successivamente incluso nella compilation Hits Greatest Stiffs. Canzone con elementi sia country che psichedelici, è stato notato come un brano più sperimentale rispetto alle tracce dei suoi primi album. Il singolo non entrò in classifica. Less than Zero fu inserita anche nella prima compilation della Stiff, A Bunch of Stiff Records.

## Incidente alSaturday Night Live
La canzone fu inoltre al centro delle polemiche che coinvolsero la famigerata esibizione di Costello al Saturday Night Live il 17 dicembre 1977. In seguito alle pressioni della sua casa discografica affinché suonasse la canzone nello show, Costello iniziò a suonarla, ma si fermò dopo solo poche battute, dicendo: «Non c'è motivo di fare questa canzone qui». Poi si lanciò in un'esecuzione non annunciata di Radio Radio, una canzone che aveva promesso di non suonare, e che criticava la commercializzazione delle radio inglesi. Di conseguenza, fu bandito dalla trasmissione fino al 1989. Nel 2015, Costello scrisse di aver visto la sua apparizione al Saturday Night Live come un'opportunità equivalente alla prima esibizione televisiva dal vivo dei Beatles negli Stati Uniti al The Ed Sullivan Show: "[...] la Columbia insistette che la seconda canzone dovesse essere Less than Zero. La canzone si era già rivelata oscura per molte orecchie americane, e se questo doveva essere il nostro momento I Want to Hold Your Hand, pensai che la canzone fosse troppo scialba." Quindi escogitò il piano di cambiare canzone, ispirato da un'esibizione dal vivo nel programma televisivo della BBC The Lulu Show del 1969 in cui Jimi Hendrix aveva stoppato un'esibizione di Hey Joe dopo poche battute, per suonare invece un tributo improvvisato ai Cream, che si erano sciolti solo pochi giorni prima.